# Töppich
Töppich (1879 Töppichofen; brak nazwy w jęz. pol.) – dawna miejscowość należąca dawniej do Alt Röhrsdorf, obecnie leżąca na terenie wsi Nowe Rochowice, położonej w Polsce w województwie dolnośląskim, w powiecie jaworskim, w gminie Bolków, na pograniczu Pogórza Kaczawskiego i Pogórza Wałbrzyskiego w Sudetach, przy obecnej drodze krajowej nr 3 i międzynarodowej E65.
Przed 1945 osada należała do wsi Stare Rochowice, w 1897 była zamieszkiwana przez 25 osób, a w 1910 przez 23. Funkcjonowały tu piece wapiennicze oraz obiekt gastronomiczno-rozrywkowy (Établissement).
Produkcja wapna w tym miejscu trwała od XIX wieku i opierała się na surowcu pozyskiwanym na miejscu, w kamieniołomach położonych na stokach wzniesienia Wapniki. Pracujący w zakładach G. Paar uzyskał w 1894 patent związany z konstrukcją pieca wapienniczego. Zachowane do dziś dwa wapienniki przed 1945 znajdowały się w posiadaniu rodziny Bretschneider z Bolkowa. Po 1945 produkcji w tym miejscu już nie prowadzono.
Po II wojnie światowej niemieckich mieszkańców miejscowości wysiedlono 26 lipca 1946.
Na jednym z wapienników zorganizowano punkt widokowy. W latach 90. XX wieku znajdowała się tu stajnia dla koni wyścigowych, następnie hotel i restauracja, a od 2015 funkcjonuje tu zajazd z browarem rzemieślniczym Roch.
Okoliczne lasy cechują się wysokimi walorami przyrodniczymi. Na północ od osady znajduje się Rezerwat przyrody Buki Sudeckie.